# Беня Крик
Бенцио́н (Бе́ня) Ме́нделевич Крик (прозвище Король) — главный герой ряда произведений Исаака Бабеля: сборника «Одесские рассказы», пьесы «Закат», киноповести «Беня Крик».

## Семья
- Отец — Мендель Крик, биндюжник
- Мать — Нехама Горобчик
- Сестра — Вера (Двойра)
- Младший брат — Лёвка (видимо, Лейб), служит в гусарском полку

## Возможные прототипы Бени Крика
По мнению многих исследователей, реальным прототипом Бени был Мишка Япончик.

## Образ Бени в литературе

### Произведения И. Бабеля
- 1921—1924 — рассказы «Король», «Как это делалось в Одессе», «Справедливость в скобках» (вошли в сборник «Одесские рассказы»)
- 1926 — «Беня Крик», киноповесть[1]
- 1927 — «Закат», пьеса

### Произведения других авторов
- 2009 — «Мировой кризис», роман А. Мартьянова («Лениздат»). Образ Бени Крика в романе жанра альтернативной истории соответствует образу, созданному И. Бабелем — «благородный преступник», своего рода одесский Робин Гуд. В «Мировом кризисе» Беня Крик противопоставляется Мишке Япончику — исторический персонаж Япончик является отрицательным персонажем, а персонаж литературный Беня Крик — положительным.

## Образ Бени в кинематографе
| Название                       | Год  | Режиссёр                   | В роли Бени       | Примечания |
| ------------------------------ | ---- | -------------------------- | ----------------- | ---------- |
| Беня Крик / Карьера Бени Крика | 1926 | Владимир Вильнер           | Юрий Шумский      | немой      |
| Биндюжник и Король             | 1989 | Владимир Алеников          | Максим Леонидов   |            |
| Искусство жить в Одессе        | 1989 | Георгий Юнгвальд-Хилькевич | Сергей Колтаков   |            |
| Закат                          | 1990 | Александр Зельдович        | Виктор Гвоздицкий |            |

## Факты
- Беня Крик, «благородный» одесский бандит, сын биндюжника Менделя Крика, наряду с Остапом Бендером, — один из известнейших образов преступника в советской литературе. Его имя стало нарицательным:

Сделали начальником Крика.

Свили из жил своих пряжу.
— Юрий Шевчук, «Российское танго»
- Псевдоним «Беня Крик» использовал русский рэпер из Германии — Сергей Гутманн (гр. Ginex), переделав под «Beny».